# Postgeschichte Spaniens
Die Postgeschichte Spaniens in spanisch Historia postal de España beschäftigt sich mit der administrativ-logistischen Seite und den Postwertzeichen (Briefmarken). Wie Campomanes in seinem Itinerario Real schreibt, war Spanien möglicherweise eines der ersten Länder, das erkannte, wie wichtig es war, eine Posteinrichtung mit soliden Regeln zu schaffen.

## Erste Kenntnisse über die Post: Philipp I. von Kastilien und die Katholischen Könige
Es waren Philipp der Schöne und Königin Johanna, von denen man Kenntnis hat, dass sie das Amt des Hauptmeisters der Postbeamten und Poststationen des Königshauses, des Hofs, der Reiche und Feudalherren in der Person von Francisco de Tasis einführten; aber wir haben weder die für ihn ausgefertigte Bestallungsurkunde noch die für die Ausübung seines Amtes geltenden Vorschriften entdecken können.
Zuvor schon hatten die Katholischen Könige García de Ceballos zum Hauptmeister der Postbeamten und Poststationen von Granada ernannt, woraus sich schließen lässt, dass es bereits zu Zeiten der Katholischen Könige Poststationen in Spanien gab und diese somit fast zeitgleich mit den Poststationen Frankreichs entstanden sein dürften.

## Ordnungsgemäß geregelte Poststationen
„Im XVI. Jahrhundert wurden in den meisten kultivierten Völkern Europas ordnungsgemäß geregelte Kurier- und Poststationen eingeführt, die sich nach und nach in fast allen Völkern verbreiteten.“

### Karl I.
Nach dessen Ableben übertrugen Königin Johanna und ihr Sohn Karl I., der spätere Kaiser, durch die am 28. August 1518 in Saragossa ausgestellte Urkunde, die vom Sekretär Francisco de los Cobos gegengezeichnet ist, dieses Amt bzw. diese Stellung des Hauptkuriers an die Brüder Baptista Mateo und Simon de Tasis, wobei Baptista, ein Neffe von Francisco de Tasis, dem Amt vorstand. In der Urkunde war förmlich vorgesehen:
- dass nur sie Gehilfen oder Kuriere losschicken können, dass sie befugt sind, diese für deren Reisen zu bezahlen, wobei der Hauptkurier seine Gebühren einbehalten darf, dass sie denjenigen, die Postsendungen ohne ihre Genehmigung befördern, eine Strafe von 100.000 Maravedis auferlegen können;
- dass der Hauptkurier so viele Kuriere, wie er für den Königlichen Dienst als zweckdienlich erachtet, bestellen, ernennen und zulassen kann, wobei er ihnen vor Amtsausübung den Eid abnimmt;
- dass diese und niemand sonst das Königliche Wappen führen dürfen, dass auch niemand sonst dieses Amt ausüben darf, dass denjenigen, die ohne Ernennung und Vereidigung dieses Amt ausüben, die Todesstrafe und die Konfiszierung ihres Vermögens zugunsten der Schatzkammer Seiner Majestät droht;
- dass ihre Häuser von der Beherbergungspflicht und anderen Gemeindeauflagen befreit sind;
- dass die Justiz sie nicht wegen Schulden und in der bei schweren Fällen vorgesehenen Form verhaften oder festnehmen kann;
- dass sie den Kurieren, die auf Reisen gehen, den erforderlichen Unterhalt und die erforderlichen Reittiere zur Verfügung stellen, für die sie nach Schätzung des Hauptkuriers angemessen, aber nicht zu viel, zahlen, ebenso dass andere Vorkehrungen für die Sicherheit und Immunität der Kuriere und ihrer Häuser getroffen werden: Befreiung von Feudalgebühren, Abgaben, Zöllen und Beherbergungspflicht, dass sie außerdem befugt sind, sowohl am Hofe als auch im gesamten Königreich Waffen zu ihrem persönlichen Schutz zu tragen, die ihnen nicht weggenommen werden dürfen.

Bei den Tarifen der Gebühren, die der Hauptkurier verlangen musste, gab es hinsichtlich des „Zehntels“ der Reisen einige Zweifel, welche das Königreich Königin Johanna und Kaiser Karl unterbreitete:
- vor den Landständen von La Coruña im Jahr 1520, Antrag 31
- vor den Landständen von Valladolid im Jahr 1523, Antrag 68
- nochmals vor den Landständen von Valladolid im Jahr 1531, Antrag 151
- und vor denen im Jahr 1548, Antrag 135

Aus diesen Entscheidungen entstanden die beiden Gesetze in Titel 9 des Buches 6 der Gesetzessammlung, die vom Hauptkurier handelt.
Da dieses Amt sich in den Anfängen befand, war es nicht ungewöhnlich, dass man Ausführungen über die Gebühren und die Amtsausübung benötigte, welche konsolidiert wurden in den Bestätigungen der Urkunde von 28. August 1518 zugunsten der Nachfolger in diesem Amte. Durch eine andere Königliche Urkunde vom 8. November 1530 derselben Könige, die von Juan Vázquez de Molina gegengezeichnet ist, wurde Ramon de Tasis, Ritter vom Santiagoorden, auf Lebenszeit zum Hauptkurier mit den gleichen Befugnissen und Vorrechten ernannt.

### Herrschaft von Philipp II., Philipp III. und Philipp IV.
Philipp II. erteilte am 27. Februar 1556 in Amberes eine weitere Urkunde, die von Francisco de Eraso gegengezeichnet ist und mit der dieses Amt an Juan de Tasis, den Sohn des Vorgängers, verliehen wird und in der ausdrücklich Kastilien, Aragon und alle anderen Gebiete, in denen Seine Majestät verfügen kann, eingeschlossen sind; dabei wird dem erwähnten Juan de Tasis die Befugnis erteilt, das Amt des Hauptmeisters der Postbeamten, Poststationen und Kuriere auf Lebenszeit entsprechend den Usancen und den vorausgehenden Urkunden auszuüben.

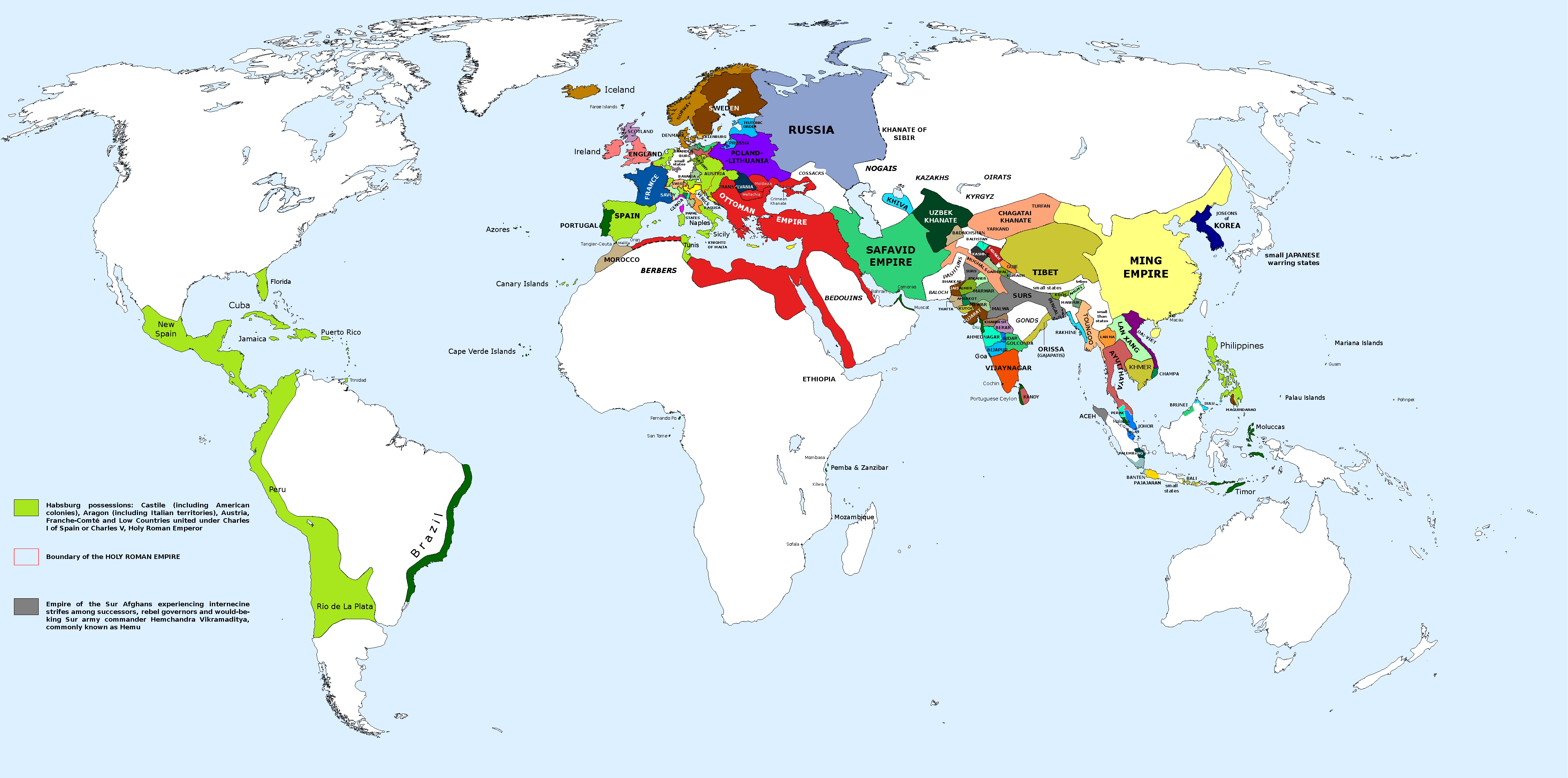
Die globale politische Situation in den Jahren 1555 bis 1556, Königreich Spanien, inklusive der Vizekönigreiche in „grün“ markiert.

Nach dessen Ableben übertrug Philipp III. am 4. Dezember 1598 in Vaciamadrid das Amt des Hauptkuriers auf den zweiten mit Namen Juan de Tasis, Sohn des Vorgängers, den späteren Grafen von Villamediana, und bestätigte dieselben Gunsten und Vorrechte sowohl für den Hauptkurier als auch für dessen Angestellte.
Philipp IV. bestätigte in der am 4. Juni 1642 in Cuenca erteilten Urkunde, die von Fernando Ruiz de Contreras gegengezeichnet ist, den Poststationsmeistern:
- dass sie in diesem Amt von der Beherbergung stationierter oder durchreisender Kriegsleute befreit sind;
- dass man ihnen weder für Gepäck noch Sonstiges die Wagen und Reittiere wegnehmen darf, die sie auf den Postwegen in Gebrauch haben, und zwar unabhängig davon, wie dringend diese benötigt werden mögen: diese Gunst genießen alle, die mindestens drei Pferde ausschließlich zum Anreiten von Poststationen haben;
- dass die Poststationsmeister, falls sie keine Gerste und kein Stroh für den Unterhalt der Pferde haben, im Dienste Seiner Majestät vom Recht der Beschlagnahme Gebrauch machen und die entsprechende Taxierung vornehmen können, und ihnen gestattet wird, ihre Pferde auf den Grundstücken und Weiden in der Nähe der Poststationen zu halten, sodass die Kuriere nicht durch Wartezeiten aufgehalten werden;
- dass ihnen keine Gemeindedienste auferlegt werden dürfen, dass weder sie noch ihre Postillione als Soldaten einberufen werden dürfen und dass sie nicht für Dienste irgendwohin abberufen werden dürfen;
- dass sie nach Taxierung die erforderlichen Pferde erhalten, die von der Justiz zu beschlagnahmen sind, wobei die Besitzer und die Poststationsmeister jeweils eine Person für die Taxierung bestimmen, sodass es einen gerechtfertigten Wert gibt, durch den der Königliche Dienst nicht geschädigt wird, und Störungen vermieden werden; die Einhaltung der Taxierung obliegt der Justiz unter Strafandrohung von 50.000 Maravedis.

Da Seine Majestät sich nach Rücksprache mit dem Kriegsrat sorgte, dass bei Nichtbeachtung der früheren Urkunden es weder Poststationsmeister noch Postillione gäbe, werden in einer weiteren Urkunde desselben Königs vom 11. November 1647, die von Alonso Pérez Cantarero gegengezeichnet ist, die zuvor verliehenen Vorrechte bestätigt und es wird ausgeführt, dass an jeder Poststation des ordentlichen Postkurses jeweils nur ein Poststationsmeister und ein Postillion diese Vorrechte genießen, was bedeutet, dass auch bei Vorhandensein mehrerer Gehilfen und Postillione nur jeweils ein Poststationsmeister und ein Postillion in den Genuss der Vorrechte kommen; deren Namen und die Königliche Urkunde mussten von der Justiz in den Büchern des Rathauses eingetragen werden, damit diese Vorrechte nicht auf andere Personen als die vorgenannten ausgedehnt würden und man wisse, wer rechtmäßig in ihren Genuss kommt.
Durch eine Verfügung des Königlichen Rates vom 1. Oktober 1662, die von Gabriel de Aresti y Larrazabal gegengezeichnet ist, wird angeordnet in jeder Hinsicht die vorhergehenden Urkunden und die darin den Poststationsmeistern verliehenen Vorrechte aufrechtzuerhalten; vorausgegangen war ein Königliches Dekret an den Rat zum Erlass der Verfügung auf Antrag des Grafen von Ofiate und Villamediana, der damals Hauptkurier war.
Aufgrund dessen, dass die Privilegien der Poststationsmeister hinsichtlich des Preises für Gerste und Stroh für deren Pferde nicht eingehalten wurden, wurde auf Ersuchen des genannten Kriegsrates von Maria Anna von Österreich, Regentin dieser Reiche, erneut eine Bestätigungsurkunde erlassen, die am 5. April 1669 von Diego de la Torre gegengezeichnet wurde.

### Herrschaft von Karl II. und Philipp V.
Karl II. erließ durch die im April 1678 erteilte Urkunde, die von Antonio Lises de Lara gegengezeichnet ist, ebenfalls eine Bestätigung der Vorrechte zugunsten der Postmeister und Postillione; dieser Urkunde war auch die von der regierenden Königin, seiner Mutter, erteilte Urkunde beigefügt.
Da sich die Estafetten- und Briefbeförderung des Königreiches von Kastilien, Aragon, der Neuen Welt, Italien und Flandern sowie die eingerichteten Postkurse in Pacht von Diego de Murga, Ritter vom Santiagoorden, Markgraf von Monte-Sacro, befanden, erließ Philipp V. auf dessen Ersuchen erneut eine Urkunde zur Bestätigung der Vorrechte, damit diese den Meistern der Poststationen, Kuriere und Postillione auf allen Postkursen in der Art und Weise erhalten blieben, wie sie zuvor dem Hauptkurier verliehen worden waren; die Urkunde wurde am 10. September 1707 erteilt und ist von Lorenzo de Vivanco Angulo gegengezeichnet.
Ähnliche Gründe wurden vorgebracht, um die Häuser, in denen die Estafetten und Poststationen in den Städten, Dörfern und Ortschaften des Königreichs untergebracht waren, von der Beherbergung von Kriegsleuten freizustellen; derselbe König erließ zu diesem Zweck eine weitere Urkunde am 5. Juni 1711, in der Generalkapitäne, Waffengouverneure und sonstige politischen und militärische Amtsträger aufgefordert wurden, diese Freistellung zu beachten: die Urkunde wurde erlassen auf Ersuchen von Juan Francisco de Goyeneche, dem Pächter der Estafetten von Spanien, und gegengezeichnet von Juan Elizondo.
Infolge dieser und der vorherigen Verfügungen teilte der Markgraf von Grimaldo, Erster Sekretär des Staates für innere Angelegenheiten, dem Generalverwalter für das Postwesen Juan de Azpiazu und dem Königlichen Kommissar zu Madrid am 11. März 1720 eine weitere Königliche Verordnung mit, in der ausgeführt wird, dass die Postangestellten an diesem Hof und in seinem Zuständigkeitsbezirk von der Kasernenabgabe befreit seien, da diese Abgabe der Beherbergungspflicht entspreche, von denen die erwähnten Vorrechtsurkunden sie freistellen.
Der Missbrauch, zu dem es bei der Leitung der Estafetten und Poststationen kam, da man – aufgrund der Abtrennung des Hauptkurieramtes von der königlichen Krone und der späteren Verpachtung bei Aufnahme in die königliche Krone – keine festen Regeln für die Reisen und die zu berechnenden Gebühren festgelegt hatte, wurde im April desselben Jahres die Generalverordnung erlassen für die Leitung und Führung der Hauptkurier- und Poststationsämter von Spanien, die durchzuführenden Reisen und die vorgesehenen Freistellungen, die allen Angestellten dieser Ämter gewährt werden. In Kap. 67 dieser Verordnung wurde die ausschließliche Zuständigkeit des Gerichts für das Postwesen bestätigt: in der Verordnung ist alles Wesentliche zur Leitung von Poststationen enthalten, und es ist diese Verordnung, deren Inhalt im nächsten Absatz zu erwähnen angebracht erscheint.
Zu verschiedenen Zeiten wurden Anordnungen und allgemeine öffentliche Bekanntmachungen erlassen, durch die allen Arten von Personen die Verwendung von Kurzwaffen verboten wurde, ausgenommen waren jedoch stets die Angestellten im Postwesen.
Angesichts der Wehrlosigkeit der Personen, die die Ämter zu Unzeiten des Nachts verlassen, um nach Hause gehen, wird in einem Königlichen Dekret, das am 29. Januar 1725 in El Pardo von der königlichen Hand unterzeichnet wurde, erläutert, dass von diesen öffentlichen Bekanntmachungen nicht diejenigen Beamten und Personen betroffen seien, die Dienst tun in den ordentlichen Poststationen von Italien, Kastilien und El Parte, und es wird die Art und Weise der Umsetzung dieser Sonderregelung vorgegeben. Das Dekret wurde am 1. Februar desselben Jahres mit Wirksamkeit im Rat verkündet, Abschriften gingen an den Gouverneur der Kammer und Königlichen Kommissar zu Madrid, wie aus der Bescheinigung vom 19. Januar 1740 hervorgeht, die von Miguel Fernandez Munilla, dem ältesten Urkundsbeamten der Ratsregierung, unterzeichnet ist.
Dasselbe wurde für auch die Kuriere und Fahrer von Posttaschen ausgeführt, damit diese während ihrer Reisen die verbotenen Waffen bei sich führen und verwenden durften; dies findet sich in der Königlichen Verordnung vom
2. Januar 1729, die dem Erzbischof von Valencia, Gouverneur des Rates, vom Grafen von La Paz, Erster Sekretär des Staates für innere Angelegenheiten, mitgeteilt wurde: sie wurde ebenfalls im Rat verkündet und ihre Einhaltung wurde angeordnet. Diese Königliche Verordnung befindet sich eingefügt und veröffentlicht im dritten Band der Beschlossenen Entscheidungen und ist die einzige Entscheidung in Titel 9, hb. 6 der Neuesten Gesetzessammlung.
Im Jahr 1739 wurden auf den Strecken von Madrid zu den Königlichen Stätten El Pardo, Aranjuez, San Ildefonso und El Escorial Postkutschen eingeführt, mit dem Ziel auch der Öffentlichkeit auf den Hauptwegen des Königreichs ein solches Angebot zur Verfügung stellen zu können, sodass Einheimische und Ausländer ohne die bisherigen Schwierigkeiten reisen und von Ort zu Ort fahren konnten. Die genaue Übereinstimmung, die die Wege mit denen der Kuriere und Poststationen aufweist, war Grund dafür, dass den Angestellten dieses Bereichs durch Königliche Verordnung vom 29. Januar 1739 dieselben Vorrechte verliehen wurden wie den Angestellten der Kurier- und Poststationen, wobei sie der Leitung der Generalverwaltung unterstellt wurden, was in der am 21. Februar des Jahres 1739 erteilen Urkunde, die von Fernando Tribiño gegengezeichnet ist, ausgeführt wird.
Die Notwendigkeit zweckdienlicher Regeln für die Verwaltung aller Zweige der Postwesens führte zu zwei Königlichen Verordnungen: eine für die Leitung der Hauptämter und eine andere für die Hauptkurierämter von Kastilien und Italien, die am 19. November 1743 in San Lorenzo el Real vom Markgrafen von Villarias, dem Ersten Sekretär des Staates, unterzeichnet und veröffentlicht wurden und in denen unter XXV der für die Ämter festgesetzten Punkte die Strafe für Unterschlagung von Briefen und unter XXVII ein Bußgeld von fünf Dukaten je Brief für diejenigen, die Briefe außerhalb von Posttaschen befördern, vorgesehen sind. Diese Verordnungen werden nicht weiter erläutert, da sie nicht auf die Leitung und die Verwendung der Poststationen eingehen.

### Herrschaft von Ferdinand VI.
Die Bestätigung all dieser Vorrechte und Befugnisse wurde erneut in der Urkunde des Generaloberaufsehers bestätigt, die von Ferdinand VI. am 17. Juni 1747 in Aranjuez zugunsten von José de Carvajal y Lancaster, dem Dekan des Staatsrates, erteilt wurde und in der vorgesehen ist, dass der Generaloberaufseher zum Zwecke der Schnelligkeit, der Annehmlichkeit und der Sicherheit der Poststationen mit Pferden und Rädern, Posttaschen und gewöhnlichen Kurieren befugt ist, selbst oder durch die von ihm beauftragten Personen über die Ausbesserung alter Wege und die Öffnung neuer Wege auf Kosten der Ortschaften oder zulasten Seiner Majestät zu entscheiden. Dieser Urkunde entspricht ganz genau die Urkunde des Generaloberaufsehers, die Ricardo Wall am 29. Juli 1734 in Buen Retiro vom Staatsrat seiner Majestät, dem Ersten Sekretär des Staates für innere Angelegenheiten und Kriegsangelegenheiten, erteilt wurde, die im Rat verkündet und deren Erfüllung in der am 20. Oktober 1756 ergangenen Verfügung angeordnet wurde.
Bis zum Jahr 1759 kam in den verschiedenen Ortschaften des Königreiches nicht mehr eine Postsendung pro Woche an. In ebendiesem Jahr begann man, zwei Sendungen pro Woche einzuführen, und im darauffolgenden Jahr 1760 war die letztgenannte Häufigkeit schon allgemein verbreitet.
Im Jahr 1764 wurde der erste Kurierdienst in die und aus der Neuen Welt eingeführt; die Paketboote, welche die Posttaschen beförderten, fuhren jeden Monat von La Coruña aus die verschiedenen Punkten in Amerika an, an die aus allen Kisten Briefe ohne Frankierung ausgeliefert wurden; die aus der Neuen Welt ankommenden Briefe wurden in La Coruña pünktlich an die entsprechenden Verwaltungen verteilt.
Während der restlichen Herrschaft von Karl III. und insbesondere während der Oberaufsicht des Grafen von Floridablanca erhielt das Postwesen einen außergewöhnlichen Antrieb und erfuhr Verbesserungen höchster Qualität, deren positive Auswirkungen noch heute spürbar sind.

### Herrschaft von Karl IV. und Ferdinand VII.
Unter der Herrschaft von Karl IV. wurde die noch heute gültige allgemeine Verordnung formuliert, deren Einhaltung angeordnet wurde und mit der das hierfür äußerst empfängliche Postwesen in einen ordentlichen und perfekten Zustand gebracht wurde.
In diesen letzten Jahren und im Jahr 1813 fand das Postwesen, das aufgrund der Wirrungen der vorausgehenden fünf Jahre vollständig zerstört worden war, die Kraft in sich selbst, wieder aus den Ruinen aufzuerstehen, ihre Dienstleistungen zur Verwaltung und Beförderung der öffentlichen Post rasch wieder zu organisieren, an die Reparatur der Wege zu denken, die so viele Jahre vergessen wurden und an den Bau neuer wichtiger und kostspieliger Straßen. Im Verlauf des Abzugs der feindlichen Truppen aus den besetzten Provinzen, setzte die Behörde für Postwesen wieder die Verwaltung und die Poststationshäuser ein, sodass es in Spanien bei Ankunft Seiner Majestät im Mai 1814 in Madrid weder Hauptpostverwaltungen noch Nebenstellen gegeben hätte, die nicht in Ordnung gebracht worden wären, weder Postkurse noch Querverbindungswege, die nicht wieder hergerichtet worden wären.
1815 wurde ein neuer Tarif für die Briefbeförderung eingeführt, da der ehemals 1776 vom Grafen von Floridablanca festgelegte Tarif für unzureichend erachtet wurde.
1816 wurden erneut Arbeiten an den über viele Jahre vernachlässigten Wegen unternommen, und es wurde als eine der wichtigsten Straßen auch unverzüglich die Straße von Madrid nach Frankreich über Aranda, Burgos und Vitoria fertig gestellt.

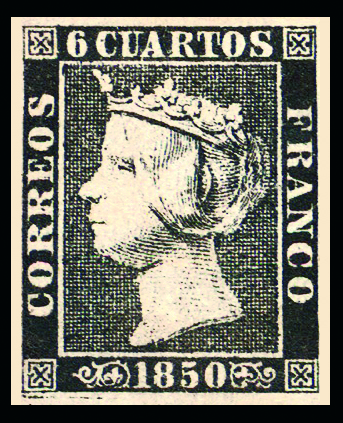
„6 cuartos negro“ vom 1. Januar 1850, eine der ersten Briefmarken in Spaniens.

## Referenzen
- Guía general de correos, postas y caminos de España, 1830 (≈Allgemeiner Führer der Kurierstationen, Poststationen und Wege Spaniens), 1830